# Étienne Antoine Eugène Ronjat
Pour les articles homonymes, voir Ronjat.
Étienne Antoine Eugène Ronjat, né 19 avril 1822 à Vienne et mort le 6 juin 1912 à Paris, est un peintre français.

## Biographie
Né le 19 avril 1822 à Vienne, Étienne Ronjat est élève de Pirouelle et de Bonnefond. De 1850 à 1869, il expose au Salon. Il peint une partie de la chapelle de l'église St-Lambert à Paris. Il dessine pour l'Histoire de France (1872-1876).
C'est un artiste avec une réputation considérable pour la copie exacte. Il réalise, par exemple, avec Pierre-Désiré Guillemet la reproduction en 1859-1860 du Radeau de La Méduse de Théodore Géricault de 1819. La copie est conservée au musée de Rochefort.
Il est nommé chevalier de la Légion d'honneur.
Étienne Antoine Eugène Ronjat meurt en 1912.